# Mooreonuphis jonesi
Mooreonuphis jonesi är en ringmaskart som beskrevs av Fauchald 1982. Mooreonuphis jonesi ingår i släktet Mooreonuphis och familjen Onuphidae. Inga underarter finns listade i Catalogue of Life.